# Argument z cudu
Argument z cudu – argument na istnienie Boga mówiący o tym, że skoro istnieją zjawiska, których nie może zdziałać żadne stworzenie – cuda – to czyni je Bóg, a tym samym daje w nich osobiste, naocznościowe świadectwo o sobie. Argument dotyczyć może także prawdziwości religii lub innych aspektów. W filozofii nauki argumentem z cudu określa się argument na rzecz realizmu naukowego jako najlepszego filozoficznego wyjaśnienia faktu sukcesu nauki.

## Teologia katolicka
W teologii katolickiej cud był argumentem na bóstwo Jezusa czy wiarygodność chrześcijaństwa bądź Objawienia.
Piotr w dniu Zesłania Ducha Świętego odwołał się do cudu jako argumentu na wiarygodność posłannictwa Jezusa Chrystusa. Użył on terminów dynameis (dzieła mocy Bożej ukazane w cudownym fakcie), terata (niezwykłe czyny) oraz semeia (znaki, w których objawia się zbawiające działanie Boga). Te terminy wskazują na konkretne cechy i funkcje cudów, które wskazują na Boga jako ich autora. Przy okazji uzdrowienia chromego Piotr powiązał argument z cudu z argumentem biblijnym i wydarzeniami zbawczymi dokonanymi przez Jezusa. Szczepan, używając argumentu z cudu, przedstawił historię zbawienia, w której nakreślił cudowne dzieła Boga. Dzieła te w kontekście historii zbawienia stają się argumentem zdolnym do skłonienia człowieka do rozważania dzieł Bożych.
Pisarze II wieku nie zajmowali się szczególnie zagadnieniem cudu m.in. z uwagi na to, iż poganie także byli w stanie czynić cuda. Późniejsi pisarze wczesnochrześcijańscy podkreślali, iż cuda Jezusa uzasadniają Jego bóstwo oraz że czynił je swoją mocą, co odróżniało cuda Jezusa od cudów demonów i pogan. Wskazują one ponadto ich zdaniem na boskie pochodzenie nauki Jezusa. Augustyn, który widział cud jako argument wiarygodności Objawienia tylko wówczas, gdy zostanie on pojęty przy udziale łaski, dzielił cuda na cuda fizyczne (rzadkie, efektowniejsze) i fenomeny naturalne.
Pietro de Lorca uzależnił walor dowodowy cudu od oczywistości, do której on prowadzi (im wyższy stopień oczywistości, tym większy walor). Utrzymywał także, że siła dowodowa cudu jako argumentu na fakt Objawienia jest bezdyskusyjna. Twierdził także, że cuda w oczywisty sposób poświadczają działanie i naukę Boga (podobnie bóstwo Jezusa). Ludovico Turiano stał na stanowisku, że cuda dokonywane przez apostołów potwierdzały głoszoną przez nich naukę Chrystusa jako boską oraz powodowały pewność przekonania, że Jezus jest Bogiem. Thomas Malvenda określił cud jako niezwykły, przekraczający władze natury fakt, który jest wyjątkowym dowodem prawdy religijnej, jako że siła dowodu wynika z jego natury. Jego zdaniem cud jest najmocniejszym i najskuteczniejszym argumentem na boskie pochodzenie chrześcijaństwa.
W czasach nowożytnych argumentacja z cudu, jakkolwiek nadal będąca naczelnym kryterium wiarygodności Objawienia, straciła nieco na znaczeniu, ponieważ autorzy zaczęli stosować wewnętrzne kryteria w opozycji do zewnętrznego kryterium, którym był dowód z cudu. W XIX wieku ze względu na krytykę cudów przez naukę postulowano próby innych rozwiązań, np. Duilhé de Saint-Projet proponował, by uprawiać ściśle naukową apologetykę, rozwiązującą problemy na tej samej płaszczyźnie, na której one są podnoszone. Określił on cud jako fenomen fizyczny podlegający obserwacjom i pomiarom. W prawdziwym cudzie jego zdaniem działa nowa energia, łamiąca prawo zachowania energii, a przecząc możliwości cudu należałoby zaprzeczyć istnieniu Boga, który dysponuje pewną porcją energii w wolny sposób. Maurice Blondel uważał, że cud może stanowić dowód prawdziwości chrześcijaństwa łącznie z Objawieniem i osiąga pełny walor motywacyjny w świetle wiary, w czym pomaga Kościół.
W II poł. XIX i na początku XX wieku cud rozważany był głównie w widzialnym aspekcie, a jako jego główną funkcję widziano dowiedzenie wyższego porządku; efektem takiego pojmowania cudu było scjentystyczne pojmowanie apologetyki. W tym kontekście cud miał w konieczny sposób doprowadzić do wiary naturalnej, która poprzedzała wiarę nadprzyrodzoną. Zakładano, że wiarygodność budowana na cudzie jest absolutnie pewna. W koncepcji tzw. wiarygodności ubogaconej łaską cud spełniał jednak rolę pomocnicza, gdyż determinantem przyjęcia wiary poza cudem była łaska i wolna wola. Odrzucenie cudu jako motywu wiarygodności byłoby możliwe, ale spowodowałoby irracjonalizację wiary.
Współczesna teologia katolicka wyróżnia następujące funkcje cudu: objawieniową (charakter teofanijny), chrystologiczną (cud jako znak boskiej misji Jezusa i chrystologiczne wypełnienie Pism), soteriologiczną (cud a wydarzenia zbawcze), eklezjotwórczą (cud w funkcji powstawania Kościoła) i wiarotwórczą (cud jako podstawa racjonalnego i osobowego charakteru wiary).

## Teologia muzułmańska
Na określenie cudu w teologii islamu używa się pojęcia ajatū, które może oznaczać zarówno znak niezwykły, jak też wypowiedź. Mahomet uważał, że jedynym cudem jest objawienie Koranu. Jego zdaniem inne cuda zaciemniałyby tylko najwyższy cud, jakim jest księga. Koran jako cud był dla Mahometa argumentem na prawdziwość jego roszczeń i misji ze względu na objawienie mu księgi przez archanioła Gabriela, a co za tym idzie – dziełem najdoskonalszym pod względem treści i formy. Islamski prorok uważał, że tylko Allah może działać cuda, a dowody dla uwierzytelnienia Koranu są zbyteczne, stąd też cuda fizyczne były dla niego nieskutecznym środkiem dowodowym. To przekonanie wynikało stąd, iż cuda były dla niego faktami wieloznacznymi i mogły zostać łatwo sprowadzone do czarów. Zdaniem Mahometa to raczej stwórcze dzieło Allaha – stworzenie świata i zachowywanie go w istnieniu, co jest cudownym darem, prawdziwym cudem – jest znakiem wskazującym na wszechpotężne i genialne działanie Boga. Z drugiej strony cudowne interwencje Boga w trakcie zwycięskich bitew miały potwierdzać autentyczność posłannictwa Mahometa i prawdziwość islamu. Po śmierci Mahometa stosunek do cudu uległ zmianie. Według obliczeń Gottfrieda Edera biografia Mahometa w pobożności i literaturze ludowej zyskała około trzy tysiące cudownych, najczęściej legendarnych opisów. Według tradycji religijnej islamu cuda mogli czynić także święci, ale potwierdzały one jedynie ich osobistą świętość.
Apologetyka ortodoksyjna islamu z cudów Mahometa i świętych wyciągnęła wniosek, że posłannictwo proroka i sama religia mają transcendentny charakter, a cuda fizyczne służą uwierzytelnieniu objawień prorockich zawartych w Koranie. Cuda miały także upokarzać przeciwników i ukazywać szczególną życzliwość Boga wobec świętych. O ile apologeci uwzględniają cuda Mahometa, to krytycznie oceniają tzw. cuda towarzyszące. Ponadto uważają za grzech stwierdzenie, że Allah nie może uczynić jakiegokolwiek cudu. Wychodząc od argumentu z cudu, apologetyka próbowała wykazać, iż chrześcijaństwo nie jest ostateczną i w pełni objawioną religią, a jedynie etapem przejściowym i przygotowaniem definitywnego objawienia, jakie dał Mahomet.
W mistyczno-ascetycznych kierunkach teologii muzułmańskiej cud jako argument prawdziwości religii jest niemal całkowicie pomijany, ponieważ te kierunki akcentują wewnętrzne doświadczenie.

## Filozofia nauki
W filozofii nauki argument z cudu (zwany także argumentem z sukcesu nauki) nie ma nic wspólnego z konotacją teologiczną. Jest to czołowy argument na rzecz realizmu naukowego, sformułowany w połowie lat 70. XX w. przez Hilarego Putnama, a pod nazwą „argumentu z cudu” występujący po raz pierwszy u Jamesa Roberta Browna w 1982 roku. Argument składa się z dwóch części – sloganowej (według której sukcesy nauki byłyby czymś cudownym, gdyby nie wyjaśnić ich przez odwołanie się do realizmu naukowego) oraz ściśle argumentacyjnej (która stanowi, że realizm naukowy jest najlepszym filozoficznym wyjaśnieniem faktu sukcesu nauki).
Korzenie argumentu sięgają prac Alana Musgrave’a i Johna Worralla. Musgrave uważał, że Christoph Clavius czy William Whewell uważali sukcesy teorii naukowych (np. astronomii Ptolemeusza) jako kryterium ich prawdziwości. Zdaniem Musgrave'a Clavius przyjął jakąś formę realności Ptolemejskich epicykli i ekscentryków, gdyby pozostały one bowiem jedynie wymysłem, to sukces predykcyjny teorii Ptolemeusza byłby zagadkowy. Pierwszym dwudziestowiecznym filozofem, który sformułował argument z sukcesu nauki, był J.J.C. Smart, postulujący „argument z kosmicznego zbiegu okoliczności”. Argument ten jest krytyką fenomenalistycznej interpretacji teorii naukowych, dla której teoretyczne byty stanowią użyteczną fikcję. W opinii Smarta realistyczna interpretacja teorii jest prostsza i bardziej wiarygodna.
Pierwszym filozofem, który w bardziej systematyczny sposób rozwinął argument z sukcesu nauki na rzecz realizmu, był Hilary Putnam. Przyrównał on fakt sukcesów teorii do cudu. Jego zdaniem sukcesy nauki można najlepiej wyjaśnić, odwołując się do przybliżonej prawdziwości teorii. Stąd też „pozytywny argument na rzecz realizmu głosi, że jest on jedyną filozofią, na gruncie której sukces nauki nie przedstawia się jako cud”. Struktura argumentacji Putnama nie jest jednak jednolita, składając się z trzech cząstkowych argumentów, w których wykorzystano trzy pojęcia sukcesu nauki – predykcyjny, progresywny i metodologiczny.
Nieco inna wersja argumentu z cudu została zaproponowana przez Richarda Boyda. Różnica między argumentem Putnama i Boyda zasadza się w innej podstawie i kryterium realizmu naukowego – dla Putnama był to fenomen sukcesu teorii naukowych, a dla Boyda – sukces (rzetelność) metodologii naukowej. Boyd uważa, że zdolność metodologii naukowej do uzyskiwania nowej wiedzy o przyrodzie jest domagającym się wyjaśnienia fenomenem. Należy wyjaśnić fenomen szczególnej rzetelności instrumentalnej uteoretyzowanych metod naukowych, a najlepszym wyjaśnieniem jest realizm naukowy.